# Polyhexanide
Polyhexanide (INN) of polyhexamethyleenbiguanide is een wateroplosbaar polymeer dat gebruikt wordt als desinfecterend middel en antiseptisch middel, meestal onder de vorm van het hydrochloridezout.
Polyhexanide heeft een brede werking, ook tegen Staphylococcus aureus dat resistent is tegen methicilline. Het wordt gebruikt in lenzenvloeistoffen (met een typische concentratie van 1 tot 4 ppm), in producten voor het desinfecteren van zwembadwater, in ontsmettingsproducten voor brouwerij-installaties en in cosmetica.
In de geneeskunde wordt polyhexanide ingezet voor de behandeling van wonden die zijn geïnfecteerd of die een kritische bacteriële kolonisatie vertonen. De stof is niet toxisch, wordt goed getolereerd, blijft langdurig aanwezig en bevordert de wondgenezing. Voor deze toepassing worden hogere concentraties aangewend (0,01 tot 0,04%).